# Anatole Magrin
Anatole Magrin (n. 1858, comuna Domprel, plasa Versel, districtul Doubs, Franța – d. 12 ianuarie 1928, Constanța) a fost un fotograf francez, stabilit în România, care a imortalizat Dobrogea și orașul Constanța, în fotografii..

## In memoriam
În anul 2010, Muzeul Marinei Române a lansat albumul de fotografii realizate de Anatole Magrin, strânse de jurnalistul tulcean Dan Arhire. A cerut transferarea pe pământul României a ostașilor francezi morți în Războiul Crimeei, aceștia fiind îngropați la cimitirul din Constanța.
La 1898 a fost decorat, pentru activitatea fotografică, de Regele Carol cu Ordinul „Coroana României”, iar pentru activitatea diplomatică din a doua parte a vieții a fost decorat în 1926 de Regele Ferdinand.
A murit pe 12 ianuarie 1928, la Constanța, fiind înmormântat în parcela franceză din Cimitirul Central.

## Legături externe
- Fascinanta viață a lui Anatole Magrin
- În casa Anatole Magrin Arhivat în 5 octombrie 2016, la Wayback Machine.